# Megaselia tenuibasis
Megaselia tenuibasis är en tvåvingeart som beskrevs av Rudolf Beyer 1960. Megaselia tenuibasis ingår i släktet Megaselia och familjen puckelflugor. Inga underarter finns listade i Catalogue of Life.